# 貪污治罪條例
《貪污治罪條例》，舊稱《戡亂時期貪污治罪條例》於1963年7月15日起施行，是中華民國為嚴懲貪污所訂定的法規，作為中華民國法律內的特別刑法，其適用範圍優先於《中華民國刑法》的瀆職罪章，主要針對公務員及其共犯之貪污腐敗行為做懲處。該法內包含貪污罪、賄賂罪、收賄罪、行賄罪以及圖利罪的處置方式。

## 歷史沿革

### 法條制定

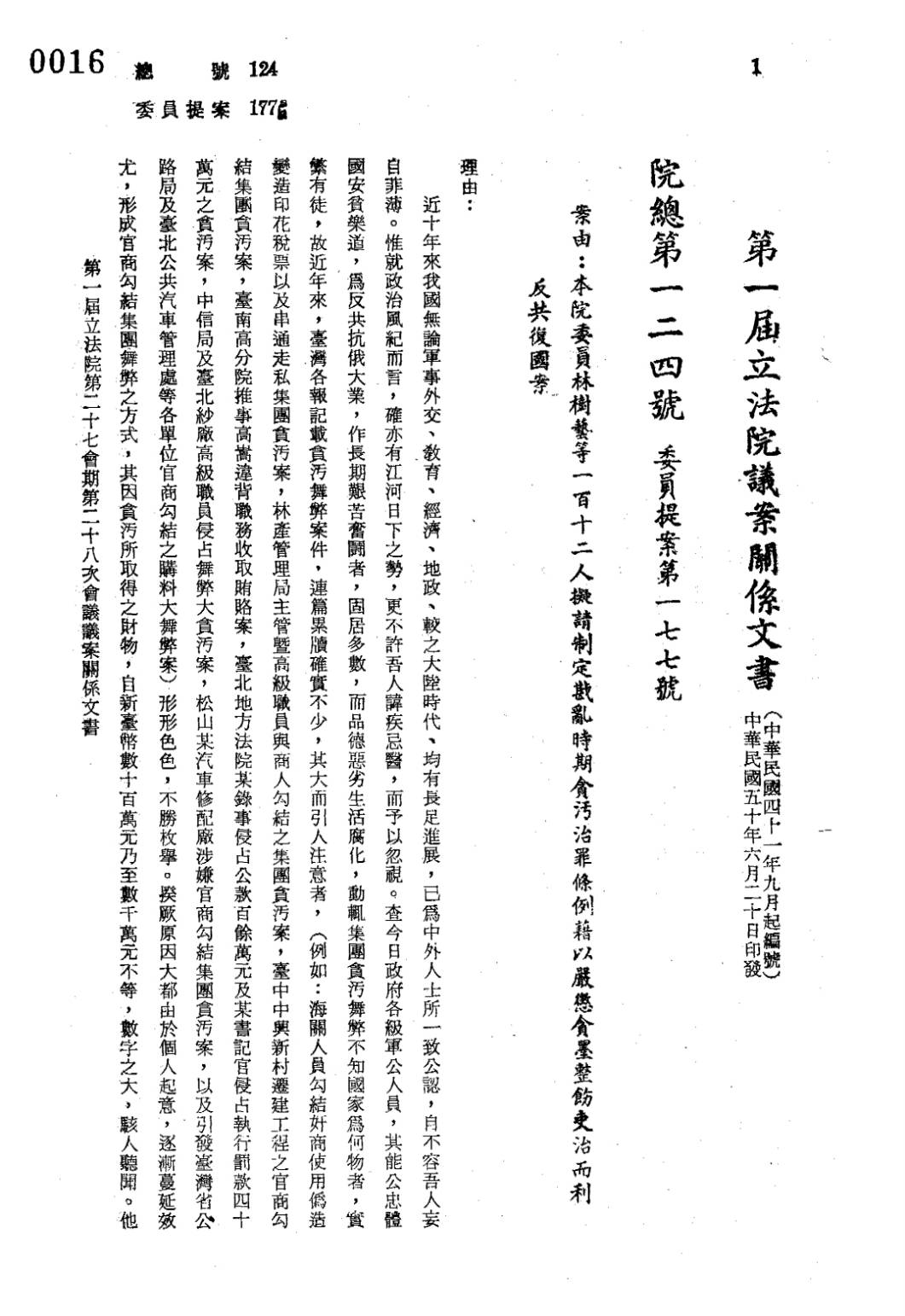
戡亂時期貪污治罪條例制定草案

《戡亂時期貪污治罪條例》於1962年5月25日，由第一屆立法院進行一讀，10月至11月期間，展開了對於該條例的廣泛討論、逐條討論及二讀，最終在1963年7月5日三讀通過，並於7月15日交由當任總統蔣中正簽署總統令實行。

### 法條更名及刪除死刑
行政院於1990年10月4日提出修正草案，並交由立法院進行一讀，其中法規名稱由《戡亂時期貪污治罪條例》更改為《貪污治罪條例》，最高刑罰從「死刑」改為「處無期徒刑或十年以上有期徒刑，得併科新臺幣三百萬元以下罰金」，該草案於11月1日由審查委員會通過，最終在1992年6月30日進行二讀及三讀，並於7月11日正式交由時任總統李登輝簽署總統令施行。

## 條文內容
《貪污治罪條例》條文中，法條共有20條，含貪污罪、賄賂罪、收賄罪、行賄罪以及圖利，公布於1963年7月15日，最新修正於2016年6月22日
。

## 法理探討

### 圖利罪
圖利罪為《貪污治罪條例》中的一項罪名，主要爭議點為「圖利對象不清楚」、「事件中圖利與便民的界線難以定義」，在法條中，便民的定義為在合法的範圍之內，給予人民之便利性，無論人民得取多大的好處，皆為合法便民，但明知違反法律卻執意執行，為非法便民，即可構成圖利罪，最重刑責可達5年以上有期徒刑。
2001年，《刑法》第131條及《貪污治罪條例》第6條修正通過，以「圖利之故意」、「使自己或他人圖得利益」、「違背法令之行為」、「所圖取者須為不法之利益」為法定構成要件，並將圖利罪修正為結果犯，刪除未遂犯之處罰。

### 賄賂罪
賄賂罪為《貪污治罪條例》的其中一項罪行，受賄罪及行賄罪統稱賄賂罪，其所保護的法益在於，國家在執行公務時，其中的公正性與人民對公務員身分廉潔性的信任度，中華民國刑法及貪污治罪條例，分成了「不違背職務受賄罪」及「違背職務受賄罪」，其中的區分定義有「職務不可收買性」及「職務執行純粹性」（又稱職務不可侵犯性），前者主要是為了維護國家體制的公正性，後者雖然道德上期望公務員的動機純粹，但法律更注重行為是否符合規定，而非動機是否純粹。
「違背職務受賄罪」的構成要件為非此公務員之職務範圍內，但為了不法利益而做出違法的行為，且賄賂目的及利益具有對價關係。「不違背職務受賄罪」構成要件，以公務員就其職務範圍內，圖某種優惠或利益，做職務內本身就可以做的事，且其與利益具有對價關係。

### 圖利罪與賄賂罪之法律競合
法條競合為避免牴觸「雙重評價禁止原則」，在一項事件內使用法條，僅能使用一個最適切之罪名定罪。收受賄賂可以構成圖利及賄賂兩種罪名，其中圖利罪為概括規定，賄賂罪則為特別規定，然而其已違反賄賂罪，則不再使用圖利罪進行判決。

## 與刑法的關係

### 優先判決依據
《貪污治罪條例》與《中華民國刑法》第四章之瀆職罪部分重複，但依據《中央法規標準法》第16條「特別法優於普通法」原則，以特別法《貪污治罪條例》為優先判決依據，但如有該法內無概括的部分，才回歸使用普通法《中華民國刑法》。

### 公務員圖利罪差異
《中華民國刑法》公務員圖利罪的適用範圍較廣，其範圍概括於公務員利用職務上之機會或便利，圖自己或第三人之利益，而為違背職務上之行為。罪名的構成要件「圖利」、「違背職務上之行為」等用語的解釋較為寬鬆，且處罰較《貪污治罪條例》輕。
《貪污治罪條例》公務員圖利罪的適用範圍較為狹窄，專門針對公務員在主管或監督事務上，明知違背法令，圖利自己或他人而為之行為。且其構成要件較為明確，對於「違背法令」等用語有更加明確的規定，其處罰較《中華民國刑法》重。

### 「有無違背職務」賄賂罪差異
《中華民國刑法》及《貪污治罪條例》「不違背職務」賄賂罪，兩法規差異較小。前者罪名的構成要件為「公務員及仲裁人」對於「職務上之行為」要求、期約或收受賄賂，後者構成要件僅針對「公務員」。
「有違背職務」賄賂罪，兩法規仍差異不大。前者罪名的構成要件為「公務員及仲裁人」就「違反其職務內容」，行要求、期約或收受賄賂，後者構成要件僅針對「公務員」。其中《貪污治罪條例》「有無違背職務」賄賂罪內規定之刑罰較《中華民國刑法》重。

## 職務上行為的判斷爭議
對於《貪污治罪條例》「有無違反職務賄賂罪」，如何判斷是否為法條所稱「職務上之行為」，臺灣法界有提出兩種說法：

### 法定職權說
此說主張，公務員僅有在藉由行使職權之情況下，收受或獲得相關不法利益或優惠，才會構成職務上的行為；也就是，範圍限於「法定的職權」方面。相較實質影響力說，其範圍較狹窄，相對不易成立《貪污治罪條例》中的貪污罪。

### 實質影響力說
此說認為，公務員只要利用其職務或身分地位的影響力，使第三方處事積極或消極的行為，即使該行為不在其法律規定的職權範圍內，也可能成立該罪。若採此說，較可能構成貪污罪，為目前法院較常採用的學說。最高法院大法庭於2023年間統一見解，在這個爭議問題上採取實質影響力說。

## 外部連結
- 貪污治罪條例（页面存档备份，存于）（全國法規資料庫）
- 维基文库中的相關文獻：貪污治罪條例